# Kathedraal van de Ontslapenis van de Moeder Gods (Jegorjevsk)
De Oespenski-kathedraal (Russisch: Успенский собор) of Kathedraal van de Ontslapenis van de Moeder Gods was een Russisch-orthodoxe kathedraal in de Russische stad Jegorjevsk, zo'n 100 kilometer ten zuidoosten van Moskou. Van de acht kerken die Jegorjevsk voor de Oktoberrevolutie bezat was de Ontslapeniskathedraal de grootste. De vanwege haar kleur genoemde "witte kathedraal" werd in 1935 opgeblazen.

## Geschiedenis
De bouw van de kathedraal geschiedde op last van metropoliet Filaret. Plaatselijke industriëlen droegen zorg voor de financiering. De architect was Osip Ivanovitsj Bove, die in Rusland veel neoclassicistische bouwwerken naliet. De kathedraal werd een indrukwekkend gebouw, zowel wat betreft de omvang als de consequente toepassing van de empirestijl. De grote kerk had vijf koepels, was 95 meter lang en bezat een hoge klokkentoren in dezelfde stijl als de kathedraal. De inwijding vond plaats op 10 september 1839. De kathedraal bood plaats aan 5.000 gelovigen en de wanden waren behangen met grote schilderijen.

## Sovjetperiode
In 1928 behandelde het Uitvoerend Comité van Afgevaardigden een voorstel om de kathedraal samen met de Drie-eenheidskerk van Jegorsjevsk te sluiten en om te vormen tot een cultureel en educatief centrum. De Drie-eenheidskerk werd vrijwel onmiddellijk gesloten, maar wat volgde over het lot van de kathedraal was een correspondentie die vijf jaar zou duren. Ten slotte bepaalde het Centraal Uitvoerend Comité dat de "zogeheten kathedraal" diende te worden vernietigd. Op 17 april 1935 werden er in de vroege ochtend zware explosies in Jegorjevsk gehoord, de klokken van de witte kathedraal zouden nooit meer luiden. Slechts enkele iconen en relikwieën ontkwamen aan het vandalisme. Op de plaats van de kathedraal werd een plein aangelegd.

## Externe link

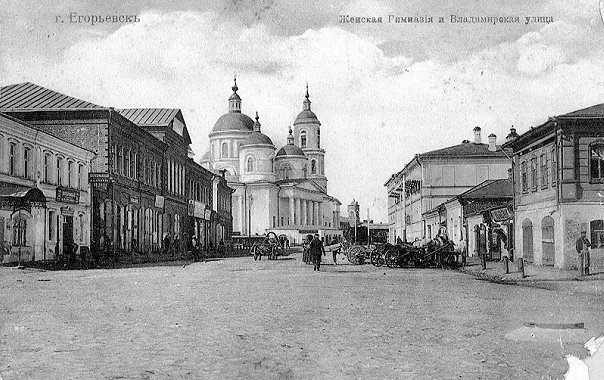
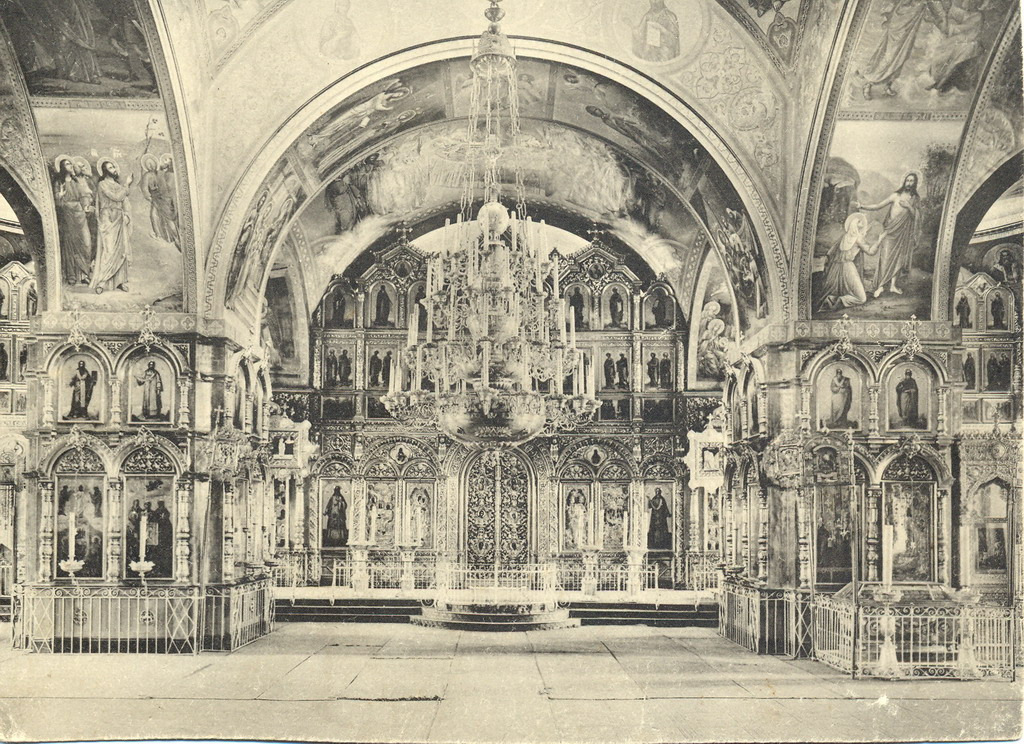